# یکشنبه (فیلم ۱۹۹۷)
یک‌شنبه (انگلیسی: Sunday) فیلمی است که در سال ۱۹۹۷ منتشر شد. از بازیگران آن می‌توان به دیوید سوشی، جرید هاریس، لیسا هارو و جو گریفاسی اشاره کرد.